# Gypsophila germanicopolitana
Gypsophila germanicopolitana är en nejlikväxtart som beskrevs av Hub.-mor. och E. Simon. Gypsophila germanicopolitana ingår i släktet slöjor, och familjen nejlikväxter. Inga underarter finns listade i Catalogue of Life.